# Florian Kohls
Florian Kohls (Berlin, 1995. április 3. –) német labdarúgó, aki jelenleg a Hertha BSC játékosa.

## Statisztika
2015. augusztus 25-i  állapot szerint.
| Klub             | Szezon           | Bajnokság | Bajnokság | Kupa  | Kupa | Európa | Európa | Összesen | Összesen |
| Klub             | Szezon           | Mérk.     | Gól       | Mérk. | Gól  | Mérk.  | Gól    | Mérk.    | Gól      |
| ---------------- | ---------------- | --------- | --------- | ----- | ---- | ------ | ------ | -------- | -------- |
| Hertha BSC II    | 2014–15          | 13        | 1         | 0     | 0    | –      | –      | 13       | 1        |
| Hertha BSC II    | 2015–16          | 1         | 0         | 0     | 0    | –      | –      | 1        | 0        |
| Hertha BSC II    | Összesen         | 14        | 1         | 0     | 0    | 0      | 0      | 14       | 1        |
| Hertha BSC       | 2015–16          | 0         | 0         | 0     | 0    | –      | –      | 0        | 0        |
| Hertha BSC       | Összesen         | 0         | 0         | 0     | 0    | 0      | 0      | 0        | 0        |
| Karrier összesen | Karrier összesen | 14        | 1         | 0     | 0    | 0      | 0      | 14       | 1        |